# Hvězdov IV
Rybník Hvězdov IV je rybník o rozloze vodní plochy 4,23 ha nalézající se na Svébořickém potoce asi 1,3 km severovýchodně od centra obce Hvězdov v okrese Česká Lípa. 
Rybník je ve vlastnictví Vojenských lesů a je využíván pro chov ryb.

## Galerie

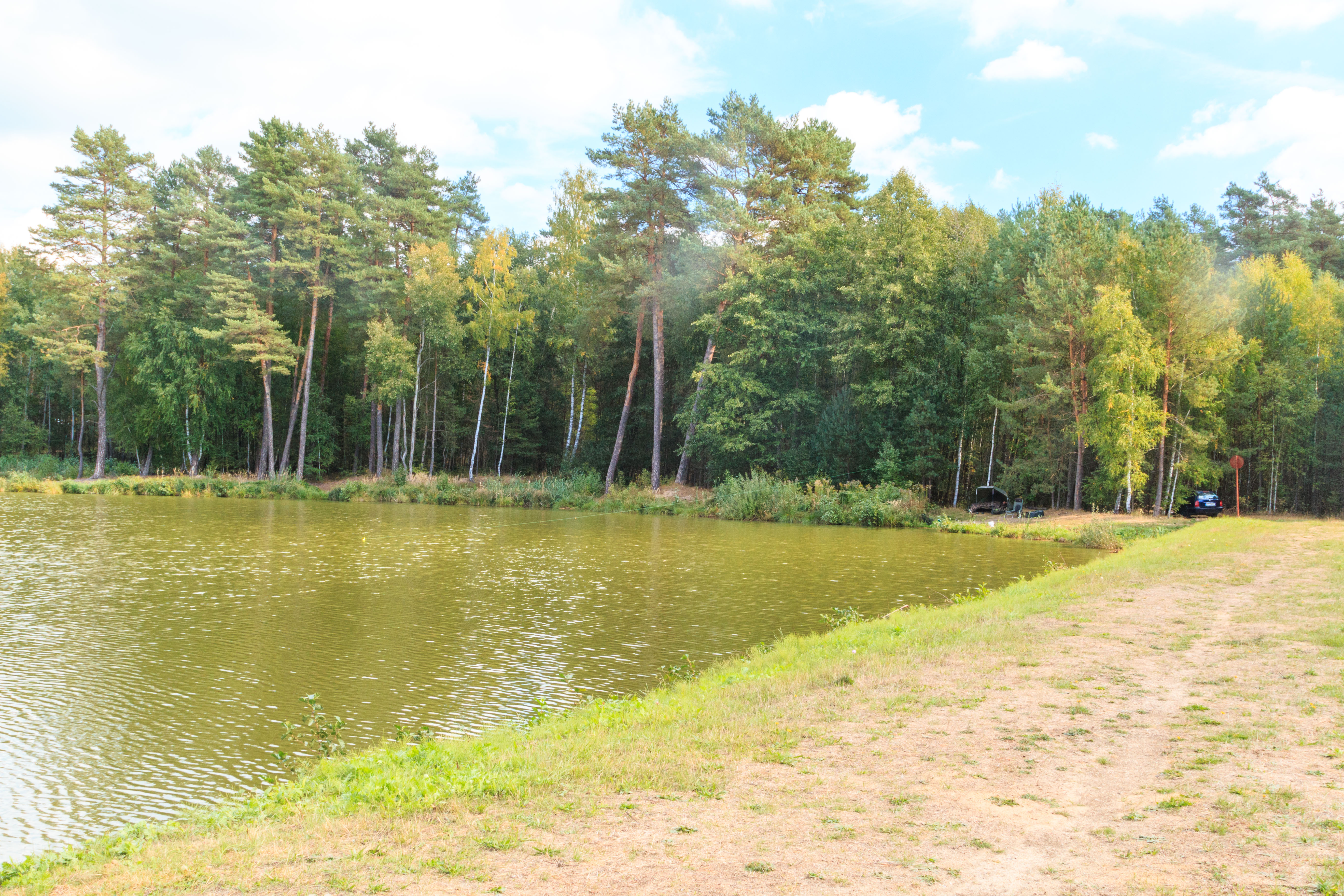
pohled na Rybník Hvězdov IV
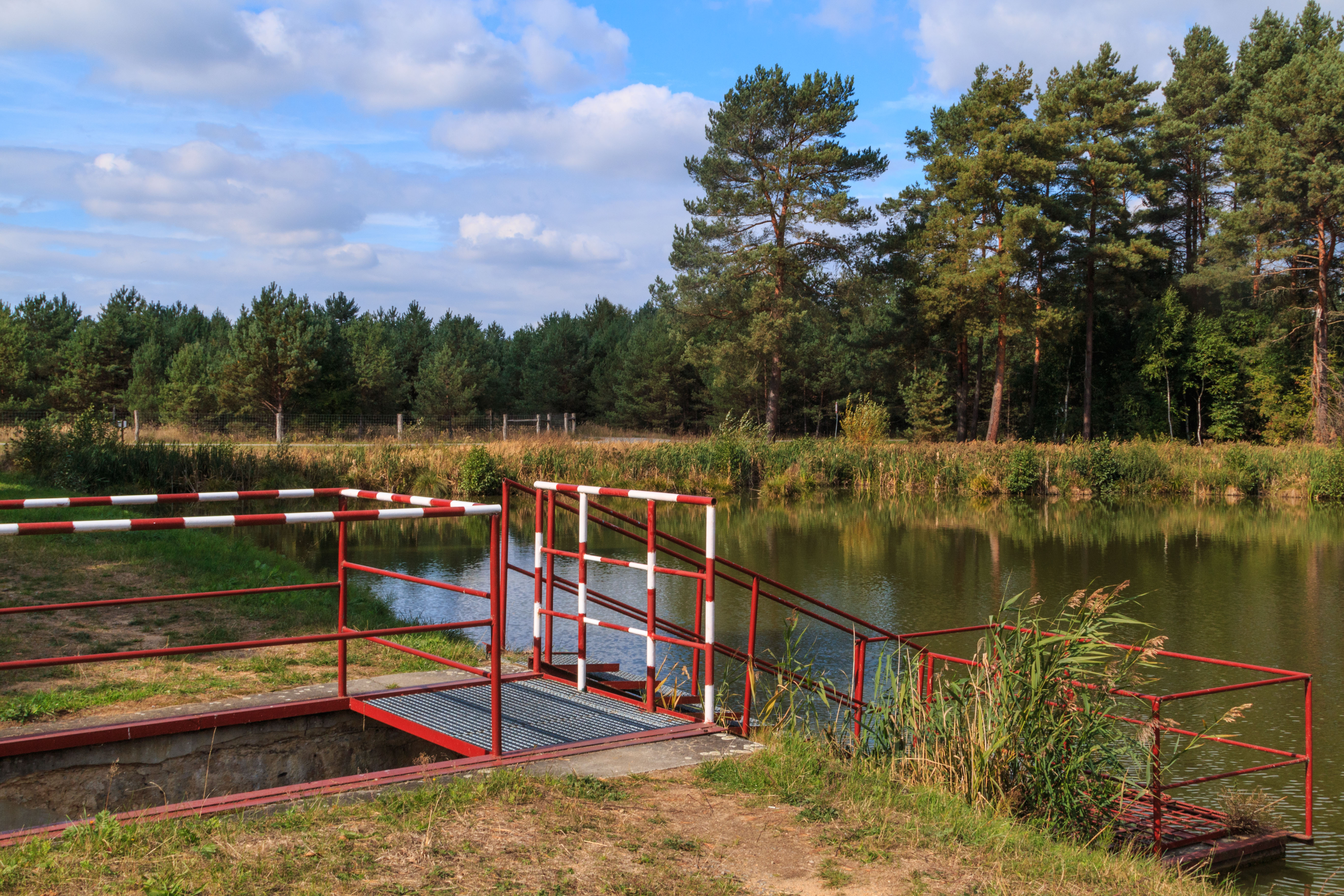
pohled na Rybník Hvězdov IV
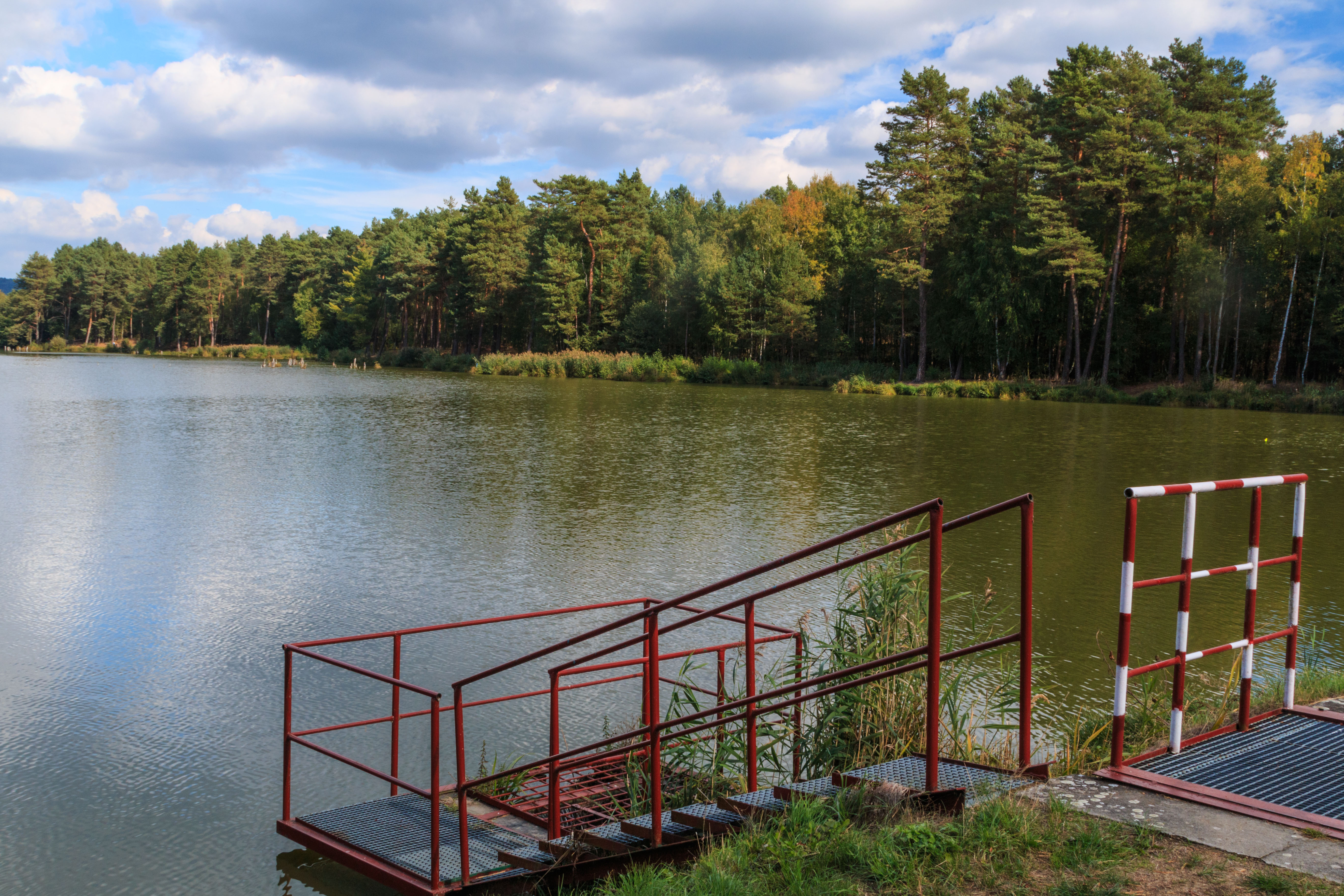
pohled na Rybník Hvězdov IV
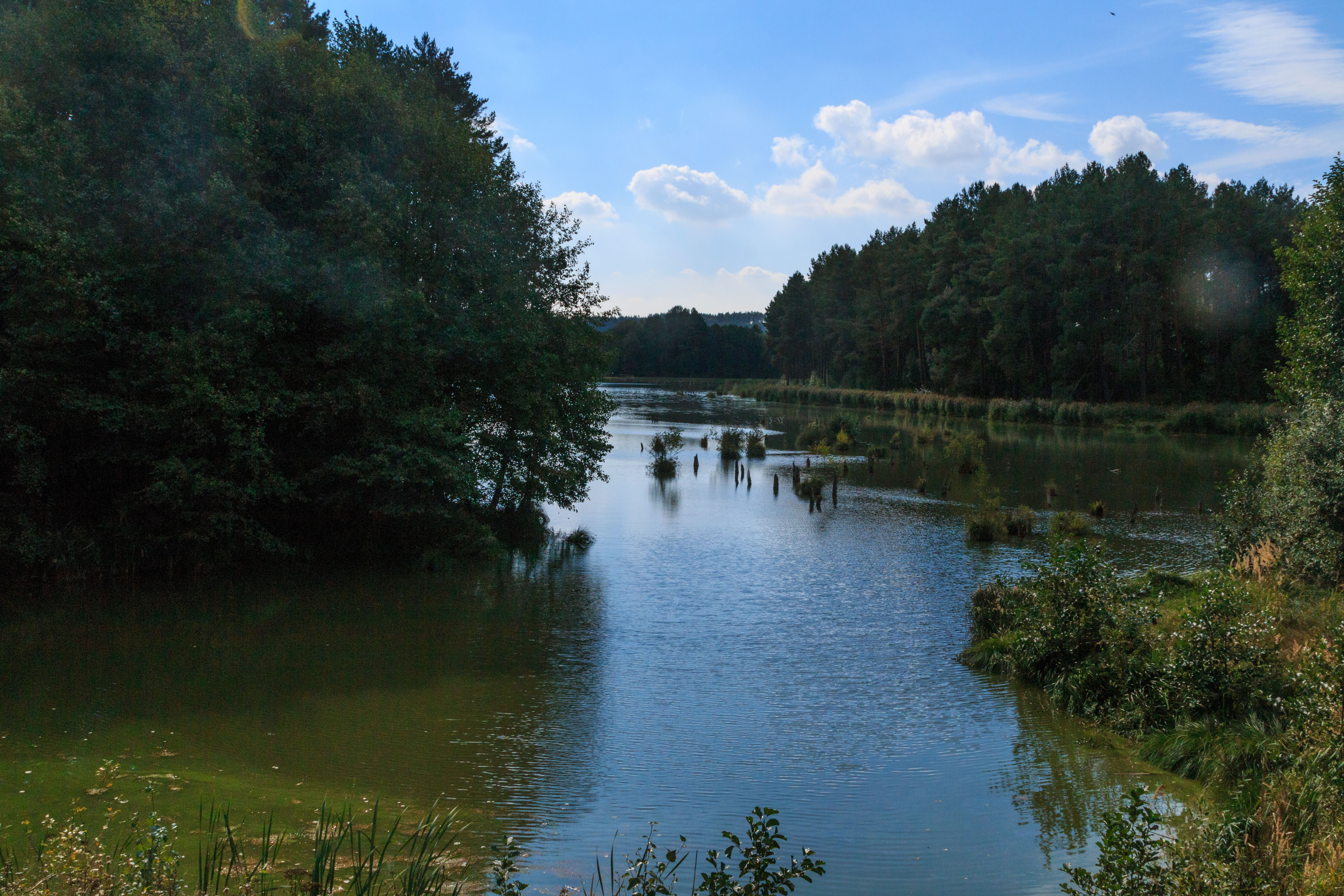
pohled na Rybník Hvězdov IV